# Svenska öden och äfventyr
Svenska öden och äfventyr är en novellsamling av August Strindberg med noveller från 1882–1891. Novellerna behandlar motiv ur Sveriges historia, och avhandlar dels det enkla folkets liv och dels politiska intriger och hovliv.
Novellsamlingen beskrivs i Nordisk Familjebok så som: "i hög grad fängslande genom framställningens fyllighet och natursanning, den klara, lekande och käckt humoristiska stilen, den dråpliga ironien, en förledande slutkonst samt medkänslan för de förtryckte, de små i samhället."

## Innehåll
- Odlad frukt
- En ovälkommen
- Högre ändamål
- Beskyddare
- På gott och ont
- Utveckling
- Pål och Per
- Nya vapen
- En triumf
- En begravning
- Herr Bengts hustru
- De lycksaliges ö
- En häxa
- Sista skottet
- Tschandala : berättelse från 1600-talet
- Vid likvakan i Tistedalen
- Stråmannen
- En kunglig revolution